# Moraea albicuspa
Moraea albicuspa är en irisväxtart som beskrevs av Peter Goldblatt. Moraea albicuspa ingår i släktet Moraea och familjen irisväxter. Inga underarter finns listade i Catalogue of Life.